# 安藤慶周
安藤慶周（1969年3月25日— ）是日本的漫畫家、插畫家，愛知縣出身。

## 經歷
- 20歲時就職設計事務所，但僅3個月就離職，立志成為漫畫家。1989年以「飾りじゃないのよヘヴィメタは!?」獲得第31回赤塚賞佳作而出道。
- 發表幾部短篇漫畫後，於集英社《週刊少年Jump》1992年42號至1993年46號連載代表作《瘋狂假面》。Jump Comics單行本全6卷。
- 此後在《週刊少年Jump》刊載幾部短篇，就未再發表其他漫畫作品，目前以插畫家為業。
- 2007年末發售的集英社《Jump Square》2008年2月號中，小林盡發表《瘋狂假面》的重製作品「歸來的瘋狂假面」（帰ってきた変態仮面），同時刊載與小林盡的對談，暢談《瘋狂假面》誕生祕話，向書迷宣示健在。並為2008年出版的Jump Comics Remix版《瘋狂假面》（全4卷）繪製封面與附錄四格漫畫。
- 2010年出版的《瘋狂假面》集英社文庫版《THE ABNORMAL SUPER HERO HENTAI KAMEN》第5卷中，相隔16年後為《瘋狂假面》創作新作漫畫120頁。

## 作品一覽
- 究極!!変態仮面（連載‧《週刊少年Jump》1992年42號 - 1993年46號） - （單行本全6卷、Jump Comics Remix全4卷、文庫版全5卷）
  - 究極!!変態仮面（短篇‧集英社《週刊少年Jump增刊》1990年Summer Special） - 單行本1卷・文庫版3卷收錄
  - 究極!!変態仮面 ―誕生編―（短篇‧《週刊少年Jump增刊》1990年Autumn Special） - 單行本2巻・文庫版4卷收錄
  - 究極!!変態仮面（短篇・《週刊少年Jump》1992年16號） - 單行本3卷・文庫版5卷收錄
  - 究極!!変態仮面 空白の8年間エピソード（文庫版新作） - 文庫版5卷收錄
- 飾りじゃないのよヘヴィメタは!?（出道作‧短篇‧1989年第31回赤塚賞佳作受賞） - 《究極!!変態仮面》單行本6巻・文庫版5卷收錄
- ダンディ・ジョーンズ～アマゾンの秘宝～（短篇‧《週刊少年Jump》1994年25號） - 《究極!!変態仮面》文庫版4卷收錄
- DANDY JONES（短篇‧《週刊少年Jump》1994年35號） - 《究極!!変態仮面》文庫版4卷收錄
- CATMAN（短篇‧《週刊少年Jump增刊》1996年Spring Special） - 《究極!!変態仮面》文庫版3卷收錄

## 外部連結
- DNA FACTORY （页面存档备份，存于） 安藤慶周官方網站
- 安藤慶周的X（前Twitter）
- 安藤慶周的Facebook專頁